# Pierre Martini
Pour les articles homonymes, voir Pierre Martinez, Martini et Martinez.
Pierre Martini ou Martinez de Morentin, latinisé en Petrus Martinius Morentinus Navarrus, né vers 1530 dans le royaume de Navarre, mort en 1594 à La Rochelle, est un savant hébraïsant.

## Biographie
La famille Martinez de Morentin est originaire de Morentin en Haute-Navarre. À la suite de la conquête par l'Espagne, une branche de la famille s'était établie en Basse-Navarre par fidélité à la dynastie légitime.
Martini fit sa philosophie à Paris, sous Jacques Charpentier et le célèbre Pierre La Ramée, puis il s’appliqua, au Collège royal, sous la direction de Jean Mercier et de Gilbert Génébrard à l’étude de la langue hébraïque, dans laquelle il fit de rapides progrès.
Dès 1550, il fit imprimer une Grammaire hébraïque qui eut beaucoup de succès, principalement en Allemagne, en Angleterre et aux Pays-Bas chez Christophe Plantin, où elle fut traduite et adoptée pour l’enseignement dans les écoles protestantes d’Allemagne et par la suite traduite en anglais. Pour les hébraïsants des Pays-Bas, la composition rigoureuse de cette grammaire conduisait sans détours à la maitrise de l’hébreu. Ses préfaces offraient également aux hébraïsants nombre d’arguments légitimant l’étude de cette langue généralement considérée comme trop difficile, car trop irrégulière. En 1590, il fit réimprimer avec une grammaire chaldaïque, ouvrage distingué par la beauté de ses caractères, chez Jérôme Haultin.
En 1566, il publie une première édition en grec et latin du texte du Misopogon et des lettres de l'empereur Julien l'Apostat.
Appelé, en 1572, à remplacer Nicolas de Grouchy, mort trois jours après sa nomination, à la tête de l’académie protestante de La Rochelle, fondée, l’année précédente, par la reine de Navarre Jeanne d'Albret, et à y enseigner le grec, il occupa bientôt la chaire d’hébreu, s’acquittant avec talent de ses doubles fonctions de gymnasiarque et de professeur jusqu’à sa mort.
Martini était, suivant André Rivet, un homme pieux et docte, et Johannes Buxtorf le proclame « Vir in litteris hebraïcis accuratissime doctus ». Son bonheur domestique fut troublé par l’inconduite de sa femme, dont les charmes séduisirent le roi de Navarre.

## Publications
- Grammatica hebraïca, Paris, 1550, in-8° ; Paris, 1567, in-4° ; 1584, in-4° ; nouv. édit. augm. d’une Grammatica chaldæa, 1590, selon Arcère ; réimp., Rupell., 1597, in-8° ; Paris, 1612, in-8° ; Francfort, 1625, in-8° ; Amsterdam, 1634, in-8°.L’auteur établit que, du temps de saint Jérôme, les points-voyelles n’étaient pas encore usités en hébreu.
- Juliani Imperatoris Misopogon et epistolae Graecé Latineque nunc primùm edita et illustrata, Paris, André Wechel, 1566.
- Gratulatio ad senatum civesque Rupellenses de academia ab ipsis instituta, La Rochelle, Haulin, 1572, in-8°.Imprimé, en même temps, en français, selon Colomiès.

S’il faut en croire Adelung, où plutôt son continuateur, Martinez a été le collaborateur de Charles de Chanteclerc dans la publication de Juliani imperatoris Opera quæ exstant omnia, Paris, 1583, in-8°, et Colomiès nous apprend qu’il a laissé d’autres écrits mentionnés, dit-il, dans le Catalogus Bibliothecæ Bodleianæ.

## Sources
- Michel Bideaux et Marie-Madeleine Fragonard, Les Échanges entre les universités européennes à la Renaissance : Colloque international organisé par la Société française d’étude du XVIe siècle et l’Association Renaissance-humanisme-Réforme, Valence, 15-18 mai 2002, Genève, Droz, coll. « Société française d’étude du seizième siècle / Association d’étude sur l'humanisme, la Réforme et la Renaissance », 2003, 403 p. (ISBN 978-2-600-00833-4, lire en ligne).
- Ferdinand Hœfer, Nouvelle biographie générale depuis les temps les plus reculés jusqu’à nos jours, t. 49, Paris, Firmin Didot, 1865, 1024 p., p. 95.
- La France protestante : Vies des protestants français qui se sont fait un nom dans l’histoire depuis les premiers temps de la réformation jusqu’à la reconnaissance du principe de la liberté des cultes par l’Assemblée nationale ; ouvrage précédé d’une Notice historique sur le protestantisme en France, t. VII. L'Escale-Mutonis, Joël Cherbuliez, 1846-1859, 560 p., in-8° (lire en ligne), p. 303.